# Monument aux morts de la Première Guerre mondiale (Toulon)
Le monument aux morts de la Première Guerre mondiale est un édifice situé dans la ville de Toulon, dans la Provence-Alpes-Côte d'Azur dans le Var.

## Histoire
Le Monument aux morts en totalité, y compris les grilles qui l'entourent sont inscrites au titre des monuments historiques par arrêté du 22 février 2010.
Il fut construit par le sculpteur Honoré Sausse entre août 1924 et juin 1925 et inauguré le 28 juin 1925, il se situe face au palais de justice de Toulon.

## Description
Il est composé en pyramide de trois niveaux sur un bloc rectangulaire, c'est une œuvre atypique. Il présente sept Poilus et marins et une femme voilée qui les surplombe.